# آستین فلینت اول
آستین فلینت اول (انگلیسی: Austin Flint I؛ ۲۰ اکتبر ۱۸۱۲ – ۱۳ مارس ۱۸۸۶) پزشک اهل ایالات متحده آمریکا بود. او بنیانگذار کالج پزشکی بوفالو بود که بعدها، مبدل به دانشگاه ایالتی نیویورک در بافلو شد. او مدتی نیز به‌عنوان انجمن پزشکی آمریکا خدمت کرد و عضو انجمن فیلسوفان آمریکا هم بود. آستین فلینت دانش‌آموختهٔ کالج آمهرست و دانشگاه هاروارد بود. سوفل آستین فلینت به نام او نامگذاری شده است.